# Стажантът
„Стажантът“ (на английски: The Apprentice) е американско реалити предаване с водещ Доналд Тръмп (2004 - 2015), Арнолд Шварценегер (2016 - 2017), и продуцент Марк Бърнет. Излъчва се по телевизия NBC. Описано като „върховното интервю за работа“, шоуто включва между 16 и 18 кандидати, които в различни групови задачи доказват лидерските си умения и се борят за спечелване на едногодишен договор за работа с начална заплата 250 000 долара в една от компаниите на магната Тръмп.
Кандидатите живеят заедно в един от апартаментите в емблематичната Тръмп Тауър в Ню Йорк. Задачите са разнообразни: продаване на лимонада или хот дог на улицата, изготвяне на реклама за частна авиокомпания или благотворителна организация, дори ремонт на къща с цел повишаване на себестойността ѝ. Всеки епизод обикновено завършва с елиминирането на един кандидат от Тръмп с репликата му „Ти си уволнен!“ (You're fired!), която се превръща в крилата фраза за предаването и Тръмп.
Първият сезон на „Стажантът“ започва в САЩ на 8 януари 2004 година. Сезон шест се различава от предходните по това, че кандидатите живеят не в Ню Йорк, а в имение в Лос Анджелис, като след всяко състезание отборът победител обитава къщата, а загубилият отбор – палатки в двора.
На 3 януари 2008 г. стартира нов сезон, този път с участието на известни личности, като шоуто сега се нарича „The Celebrity Apprentice“. Участниците този път се състезават не за работно място, а за пари, които да отидат при избрана от тях благотворителна организация. След три сезона, на 16 септември 2010 първоначалната версия е върната, но поради ниска гледаемост продължава само един сезон.
През юни 2015, след като по време на откриването на кампанията си за президент Тръмп прави коментари смятани за обидни за мексиканските имигранти, NBC обявява, че няма да работи повече с него, но оставя вероятността шоуто да продължи с нов водещ.
През септември 2015, NBC обявява, че новият водещ ще бъде бившият губернатор на Калифорния Арнолд Шварценегер и че шоуто ще се завърне на екрана през 2016-2017 г.
През пролетта на 2016 г. в България се излъчва първият и единствен сезон на предаването под името „Звездни стажанти“ по Нова ТВ. Водещ е известният бизнесмен и хотелиер Стефан Шарлопов.

## „Стажантът“ в България
В България шоуто се излъчва по TV2 през 2007 г. Дублажът е осъществен в Андарта Студио.